# Східно-Сибірський військовий округ
Схі́дно-Сибі́рський військо́вий о́круг — один із військових округів у складі Збройних сил СРСР на території Сибіру у 1918, 1920—1923 та 1945—1953 роках.
Штаб округу — Іркутськ.

## Історія військового округу
Східно-Сибірський військовий округ існував з 4 травня по 16 червня 1918 року й розташовувався на території Приморської, Камчатської, Амурської та Сахалінської областей. Війська і управління, що дислокувались на території округу, у червні 1918 року пішли на комплектування Гродековського, а потім Уссурійського фронтів. Управління округу розташовувалось у Хабаровську.
Знову утворений на основі наказу РВСР від 15 березня 1920 року. Фактично почав існування з 1 травня 1920 року на території Томської, Єнісейської, Іркутської губерній і Якутської області. Управління округу перебувало в Красноярську. Підкорявся помічникові головкому по Сибіру. За його наказом від 19 жовтня 1920 року управління Східно-Сибірським округом було покладено на командувача 5-ю армією, який став іменуватися командувачем 5-ю армією і військами Східно-Сибірського військового округу. Цим же наказом зі складу округу виключена територія Томської губернії. У жовтні 1920 року до округу входили Єнісейська, Іркутська губернії, Якутська область і частина території Забайкальської області.
У січні 1923 року у зв'язку з поліпшенням внутрішньої і міжнародної обстановки штаби військ Сибіру, Західно-Сибірського і Східно-Сибірського військових округів були розформовані. 12 червня 1924 року Фрунзе М. В. підписав наказ, згідно з яким до Сибірського округу увійшли війська, дислоковані на території як Сибіру, так і Далекого Сходу.
Втретє Східно-Сибірський військовий округ існував у післявоєнний час у період з 9 липня 1945 року по 24 квітня 1953 року. Управління округу знаходилось в Іркутську. Включав території Іркутської області, Красноярського краю, Якутській АРСР і Тувинської автономної області. Територія округу передана до складу Західно-Сибірського і Забайкальського військових округів.

## Командувачі військами округу
окрвоєнком
- Окулов О. І. (01.05.1920 — 19.10.1920);

командувачі 5-ї армії та округу
- Матіясевич М. С. (19.10.1920 — 27.08.1921);
- Уборевич І. П. (27.08.1921 — 14.08.1922);
- Чайковський К. О. (24.08.1922 — 06.09.1922);

командувачі військами округу
- Генерал-полковник Романенко П. Л. (1945—1946)
- Генерал армії Захаров Г. Ф. (1946–1947)
- Генерал-полковник Гусев Д. М. (1947—1951)
- Генерал-полковник Болдін І. В. (00.1951 — 04.1953)